# استخوان‌سازی

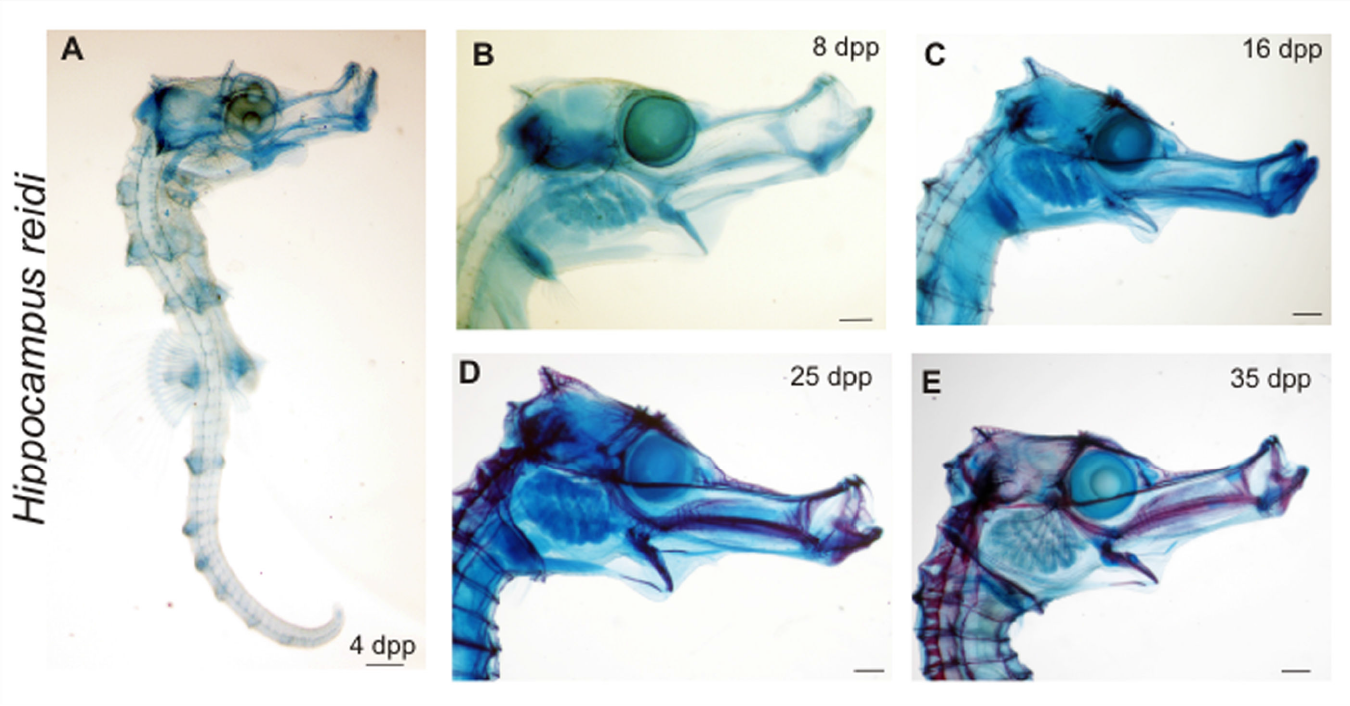
فرایند استخوان‌سازی در اسب آبی Hippocampus reidi

استخوان سازی (انگلیسی: Ossification) تشکیل استخوان یا اسیفیکاسیون (Ossification) یا اوستئوژنزیس (osteogenesis) یا ایجاد استخوان (bone formation) بر اساس عملکرد استئوبلاست‌ها (osteoblasts) می‌باشد.
دو روند در تشکیل استخوان جدید و سالم دخالت دارند:
- اسیفیکاسیون اینتراممبرانوس (Intramembranous ossification) یا استخوان سازی داخل غشایی که به صورت تشکیل استخوان در یک بافت همبند اولیه یا مزانژیم (mesenchyme) می‌باشد.
- اسیفیکاسیون انکوندرال (endochondral ossification) یا استخوان سازی داخل غضروفی تشکیل استخوان در داخل یک غضروف می‌باشد.

در روند ترمیم شکستگی‌ها وقتی که از گچ به عنوان درمان استفاده می‌شود شایعترین فرایند ترمیم استخوانی و تشکیل استخوان روش داخل غضروفی است در حالی که وقتی شکستگی‌ها توسط اوریف (open reduction and internal fixation ORIF) با پلیت پیچ و پین یا نیل‌های داخل مدولاری درمان می‌گردند اصلی‌ترین روش تشکیل استخوان داخل غشایی است.
دو واژه ممکن است با استخوان سازی اشتباه شود.
- استخوان سازی هتروتروپیک (Heterotopic ossification) یا نابجا که همان‌طور که از اسم آن مشخص است استخوان ساخته شده معمولاً آتیپیکال است و در یک مکان خارج اسکلتی رخ می‌دهد.
- کلسیفیکاسیون (Calcification) نیز معمولاً با اسیفیکاسیون اشتباه گرفته می‌شود، کلسیفیکاسیون به تشکیل کریستالها و نمکهای پایه کلسیمی در داخل بافت گفته می‌شود. این فرایند همراه و در طی استخوان‌سازی یا اسیفیکاسیون رخ می‌دهد ولی عکس این مطلب لزوماً صدق نمی‌کند.